# Hyorhinomys stuempkei
Hyorhinomys stuempkei és una espècie de mamífer rosegador de la família dels múrids. És endèmic de Sulawesi (Indonèsia) i se l'ha descrit com a «rata amb nas de porc»
Té les dents incisives notablement llargues. Manca del punt d'ancoratge de músculs conegut com a apòfisi coronoide, fet inusual que podria ser degut a la seva dieta de cucs de terra i larves d'escarabats, que no s'han de mastegar amb força.
Les seves diferències morfològiques respecte a les altres rates musaranya, juntament amb els resultats d'una anàlisi filogenètica, han fet que se la classifiqui com a única espècie del nou gènere Hyorhinomys.